# 迪爾帕克 (密蘇里州)
迪爾帕克（英語：Deer Park）是位於美國密蘇里州布恩縣的非建制地區。

## 歷史
迪爾帕克的郵局於1886年設立，其後於1907年停運。

## 地理
迪爾帕克所處的海拔為高於海平面261米（即856英呎），而該地所採用的時區為UTC-6，即北美中部時區（CST）。同時該地設有夏令時間，為UTC-6調快一小時，即UTC-5（CDT）。